# 刘耽
刘耽（?—?），字敬道，南阳郡（今河南南阳）人。东晋官員。汉朝宗室后裔。

## 生平
刘耽年轻时行为举止良好，以义尚著称，为宗族所推崇。刘耽博学，明习《诗经》、《礼经》、三史（史记、汉书、东观汉记）。历任度支尚书，加散骑常侍。在职以公平廉慎著称。刘耽的女儿刘氏嫁给了桓玄。桓玄辅政，以刘耽为尚书令，加侍中，刘耽没有就任，改任特进、金紫光禄大夫。不久去世，追赠左光禄大夫、开府。

## 家庭

### 祖辈
- 祖父刘乔
- 父颍川郡太守刘挺

### 子
刘柳

### 同族
劉驎之，因陶淵明《桃花源記》而廣為後人所知。